# Ditassa schlechteri
Ditassa schlechteri är en oleanderväxtart som beskrevs av Macbride. Ditassa schlechteri ingår i släktet Ditassa och familjen oleanderväxter. Inga underarter finns listade i Catalogue of Life.